# Brachionus srisumonae
Brachionus srisumonae är en hjuldjursart som beskrevs av Segers, Kotethip och Sanoamuang 2004. Brachionus srisumonae ingår i släktet Brachionus och familjen Brachionidae. Inga underarter finns listade i Catalogue of Life.